# Dromos (Musik)
Dromos (griechisch δρόμος, „Weg“), Plural dromoi (δρόμοι), gelegentlich synonym taksimi (ταξίμι, von türkisch taksim) und makami (von arabisch maqam) ist eine modale Tonleiter in der städtischen griechischen Volksmusik. In der griechischen Popularmusik (laïkoí) werden die Tonleitern laïkoí dromoi (Λαϊκοί δρόμοι) genannt. Dromoi bilden auch die tonale Grundlage des Musikstils Rembetiko (ρεμπέτικο). Die aus orientalischen Musikstilen stammenden Tonskalen haben sich durch die Berührung mit den harmonischen Tonsystemen Mittel- und Westeuropas zu eigenständigen Systemen weiterentwickelt.
In der griechischen Popularmusik wird eine westliche (élafro) und östliche Strömung (varý) unterschieden, wobei die westliche mehr auf Funktionsharmonik (Dominant-Subdominant-System) beruht, die östliche mehr auf modalen Melodiebildungen, die den arabischen Maqam-Systemen entlehnt sind.
Eine sinnvolle Einteilung der griechischen Skalen ist schwierig, da sie unter vielen Kriterien erfolgen kann. In diesem Artikel wird sie nach dem Bau des unteren Pentachordes jeder Skala vorgenommen, eine Einteilung, die auch in der Maqam-Theorie Anwendung findet. Nach dieser Einteilung kann man neben Dur- und Moll-Skalen vor allem phrygische, lydische, lokrische und alternierende Tonleitern feststellen. Die Bezeichnung nach Kirchentonarten ist  nicht ganz korrekt; sie dient lediglich der näheren Veranschaulichung.
Alle Skalen werden mit dem Grundton D angegeben, da hier zum einen keine Doppel-#‚ oder Doppel-bs vorkommen, zum anderen, weil D der Grundton der dreisaitigen Langhalslaute Bouzouki, dem Hauptinstrument der Rhembetiko- und Laïkó-Musik, ist. Die Tonbezeichnung ist international gewählt, d. h. H wird als „B“ notiert, B als „Bb“.

## Herkunft und Bezeichnung
Die meisten Laïkí Drómi gehen auf die Maqamat zurück. Sie sind teilweise nach Personennamen (Hüşşeyni), teilweise nach Regionen (Sabáh) benannt. Es werden vor allem türkische Bezeichnungen verwendet, unter bestimmten Voraussetzungen gibt es aber auch arabische (z. B. Bayati).
Manchmal gibt es mehrere Bezeichnungen für eine Skala:
Z.B.: Nikríz heißt auch Pimenikós, Roumanikós oder Souzinák.
Manchmal haben sich Skalen auch verändert.
Z.B.: Niavént ist im Türkischen reines Moll, im griechischen aber Zigeunermoll.
Manchmal gibt es mehrere Skalen für einen Namen.
Z.B.: Houzám
Die Griechischen Skalen sind nur ein kleiner Ausschnitt aus der Vielfalt der Maqamat. Von daher sind innerhalb einer Bezeichnung Variationen möglich, die im Türkischen bereits einen anderen Namen tragen würden.
Z.B.: Alle Skalen der Bayati-Familie heißen im Griechischen Ousák, wobei Uşşaq im nur eine von vielen Bayati-Skalen ist. Dieses Phänomen resultiert aus der Vereinfachung der Tonintervalle auf die temperierten 12 Halbtöne, die auch auf den meisten Instrumenten der populären griechischen Musik durch Bünde festgelegt sind.
Einige Drómi haben keine türkischen Namen, sondern italienische. Das sind die Skalen, die auch bei uns vorkommen: Dur (Matzóre) und Moll (Minóre) und ihre Varianten. Diese Skalen gibt es auch im Maqam-System (dort heißen sie Çargar und Buselik), zählen in Griechenland aber zum westlichen System und werden auch so harmonisiert.

## Die Drómi (Klímaka)

### Struktur
Die Drómi bestehen aus zwei Teilen: einem Pentachord und einem Tetrachord, wobei der oberste Ton des Pentachords auch der unterste des Tetrachords ist.
Der untere Pentachord gibt den Modus an, der obere Tetrachord einen näheren Charakter.
Grundsätzlich werden die Skalen intervallisch auf den untersten Ton (Grundton) empfunden. Deshalb wird in den Soli (Taqsim) nicht über Harmonie-Folgen improvisiert, sondern nur über einen Grundton. Die einzelnen Töne sind deshalb als Intervalle wiedergegeben.
Die Grundstruktur jedes Drómou ist:
Gerüst aus Prim, Quart, Quint, Oktav, dazwischen große oder kleine Sekund, Terz, Sext und Septim. In manchen Skalen gibt es Alterierungen von Sekund, Quart, Quint und Oktave.
Sie werden hier folgendermaßen wiedergegeben:
g=groß, k=klein. ü=übermäßig, v=vermindert.

### Grundskalen
Als wichtigste Drómi werden vorwiegend folgende Skalen angegeben:

### Erweiterte Skalen
Bei vielen Skalen gibt es Verwandte mit arabischen Tonstufen. Diese werden vielfach als Vierteltöne wiedergegeben, sind aber in Wahrheit eigene Intervallstrukturen, die aus ganzzahligen Obertonverhältnissen resultieren und eher in den Dritteltonbereich gehören. Sie werden hier mit einem n (neutral) wiedergegeben.
Weiterhin lassen sich zu vielen Grundskalen eine Reihe von Varianten herauslesen, die teils aus der Bewegungsrichtung der Skala (z. B. Kioúrdi), teils aus ihrem Gebrauch in unzähligen Liedern (v. a. Houzám) herauskristallisieren lassen. Daraus ergibt sich folgende Gesamttabelle:

### Bewegungsrichtung
Maqamat haben nicht nur einen Tonvorrat, sondern auch eine Bewegungsrichtung. Das heißt, sie haben aufwärts einen etwas anderen Tonvorrat, als abwärts. Ein Beispiel, das es auch in Mitteleuropa gibt, ist melodisch Moll. Neutrale Intervalle werden häufig mit Hilfe von Bewegungsrichtungen umspielt. Dabei gibt es folgende Möglichkeiten:
1. g aufwärts, k abwärts.
2. k und g aufwärts, g und k abwärts.
Oft lassen erst die Bewegungsrichtungen die Unterschiede der Skalen erkennen (Rast-Huséïni oder Moll-melodisch Moll)
Skalen mit Bewegungsrichtungen:

### Unterskalen
Bei vielen Skalen wird gern auf zwei Erweiterungen zurückgegriffen, um den Grundton stärker zu betonen. Meist werden zwei oder vier der hier angegebenen Töne verwendet:
Dur, Houzám: A B B# C#;
alle anderen: G A B C
Durch die Verwendung der Unterskalen und Bewegungsrichtungsformeln haben sich einige Varianten eingebürgert, die teilweise fast ausschließlich verwendet werden.
Dazu gehört folgende Variante von Houzám:
(B# C#) D E# F# G# A B C D C B A G F# E# D.
Auffällig ist hier die kleine Septim, die aus abwärtsführenden Bewegungsrichtung herrührt.
Eine weitere sehr verbreitete Wendung gibt es bei Sabáh: die durch die Bewegungsrichtung verminderte Oktave kann mit bis zu vier weiteren darüberliegenden Tönen ausgeziert werden, woraus sich folgender Tonvorrat ergibt:
(G A B C) D E F Gb A Bb C Db (E F Gb A)

## Verwandte Skalen

### Parallele Skalen
Ähnlich unserer Dur-Moll-Verwandtschaft ergeben sich auch bei den Dromi viele Parallelen, indem Skalen mit gleichem Tonvorrat übereinandergesetzt werden. Der Charakter des neuen Dromou entsteht dabei durch die Festlegung der neuen Grundtöne. Es gibt Tonvorräte, bei denen sich die Skalen beliebig austauschen lassen, aber auch festgelegte Tonvorräte, bei denen es eine Hauptskala und mehrere Oberparallele gibt. Hier dargestellt sind die meist gebrauchten Parallelen.

#### Parallelen mit sich ändernden Leit- bzw. Gleittönen
Innerhalb von parallelen Skalen können durch den Wechsel eines Tones weitere Verwandtschaften gebildet werden. Am meisten wird Wechsel des C zum C# zwischen Dur und harmonisch Moll verwendet. Dieser Wechsel kommt aus den westlichen Systemen und entstand durch die Verwendung einer Dur-Dominante in Moll.

### Familien
Als Familien lassen sich die Skalen einteilen, die den gleichen unteren Pentachord haben. Dabei zählen auch die Skalen dazu, bei denen sich der gleiche Tonvorrat durch die Bewegungsrichtung ergibt.
| Dur-Skalen:                 | Madzóre                    |
|                             | Rast                       |
|                             | Tabahaniótikos             |
|                             | Houséïni (aufwärts)        |
| Hochalterierte Dur-Skalen:  | Houzám                     |
|                             | Sengáh                     |
| Moll-Skalen:                | Minóre                     |
|                             | Armonikó Minóre            |
|                             | Melodikó Minóre            |
|                             | Houséïni (abwärts)         |
| „Arabisch-Moll“-Skalen:     | Hitzáz                     |
|                             | Hitzaskár                  |
| Hochalterierte Moll-Skalen: | Nikríz                     |
|                             | Niavént                    |
| Dorische Skalen:            | Kioúrdi (aufwärts)         |
|                             | Melodikó Minore (aufwärts) |
| Phrygische Skalen:          | Ousák                      |
|                             | Bayati (Neva Ousák)        |
| Tiefalterierte Moll-Skalen: | Sabáh                      |
|                             | Nevesér                    |
| Lokrische Skalen:           | Kartsigiár                 |
|                             | Kiourdi (abwärts)          |

Auch Tabahaniótikos und Sengáh werden gern als verwandt bezeichnet, da sie ein Pentachord einer Dur-Skala und ein Tetrachord einer Moll-Skala verwenden.

## Harmonisierung
Die griechische populäre Musik wird harmonisiert. Bei Skalen aus deren Tonvorrat Dominante und Subdominante gebildet werden können, folgt die Harmonisierung der Funktionsharmonik. Man spricht hier vom westlichen System. Bei Skalen, in denen das nicht möglich ist, richtet man sich nach Bezugstönen innerhalb der Skalen oder weicht auf parallele Skalen aus. Hier spricht man vom östlichen System. Generell muss Harmonisierung den Charakter der Skala unterstützen.

### Harmonisierung nach Funktionen
Bei dieser Harmonisierung werden Quintverwandtschaften gebildet:
Tonika (Grundtonart)=T, Dominante=D, Subdominante=S. Das Tongeschlecht wird durch die Töne der Skalen bestimmt und darf nicht verändert werden.

#### Einfache Harmonisierung
Angegeben werden nur die einfachen Kadenzen im jeweiligen Tongeschlecht.

#### Harmonisierung mit Ersatzakkorden
Bei manchen Skalen lassen sich keine Dominanten bilden. Man weicht deshalb auf Ersatzakkorde aus. So verwendet D-Hitzáz als Dominante Eb-Dur und D-Ousák als Dominante C-Moll. Diese Akkorde können harmonisch abgeleitet werden.
Auch bei reinem Moll greift man auf einen Ersatzakkord zurück, wenn es eher östlich wirken soll.

### Harmonisierung nach Bezugstönen
In dieser Harmonisierungsform werden Tonstufen harmonisiert, die innerhalb der Skala wichtig sind. Dabei gibt es die Möglichkeit, die gesamte Skala unter eine einzige Grundharmonie zu setzen, oder über die jeweiligen Töne neue Harmonien zu bilden, die nicht zwingend skaleneigene Töne haben müssen. Daraus resultieren Modulationen in parallele Skalen. Die Töne einer Skala werden als Stufen angegeben, mögliche Harmonien stehen darunter.

## Verwendung der Dromi in der Musik

### Vom Rhembetiko zum Laiko
Sehr frühe Rhembétiko-Aufnahmen lassen oft noch türkische oder arabische Maqamat erkennen. Daher tragen sie manchmal auch irreführende Namen. Rhembetiko-Kompositionen der 30er Jahre hingegen liefern eine sehr genaue Darstellung der Skalen. Im frühen Laïkó Tragoúdi der 50er Jahre erfolgte die Unterscheidung in Varý und Élafro. Élafro (=fröhlich, leicht) ist leicht zu harmonisieren, es überwiegen westliche Dur- und parallele Moll-Skalen. Varý ist sowohl von der Wirkung her schwer, als auch schwer zu harmonisieren, da hier die östlichen Skalen überwiegen. Hier entstanden besonders in den 50er und 60er Jahren Stücke mit vielen  Modulationen und Modus-Wechseln. Später verlagerte sich der Schwerpunkt auf Hitzáz und Ousák, die auch heute noch die tragende Rolle im Varý Laïkó Tragoúdi spielen.

### Häufigkeit der Skalen
Bildet man einen Querschnitt über die Bouzoúkimusik der 1920er-Jahre bis heute, so kommen am häufigsten Dur, Houzám; harmonisch Moll, Hitzáz und Ousák vor. Am seltensten findet man Pireótikos, Tsiggánikos und Houséïni. Tsiggánikos und melodisch Moll werden meistens nur in Verbindung anderen Modi verwendet. Tsiggánikos wird vor allem in Hitzás-Taqsimen eingebaut, seltener aber auch als Variation von Liedern Hitzás oder Hitzaskár. Melodisch Moll wird vielfach in den Zwischenspielen oder Durchgängen innerhalb von Stücken in harmonisch Moll verwendet, in der Variante mit kleiner Septim (dorische Variante) findet man es häufig auch in Reinform.

### Klangbeispiele
Die Klangbeispiele bestehen aus der auf- und abwärtsführenden Tonleiter, gespielt auf dem Bouzoúki, einem Taqsim und einem Ausschnitt aus den unten angegebenen griechischen Rhembetiko-Stücken. Diese Stücke gehören heute zum traditionellen Liedrepertoire Griechenlands.

#### Matzóre
O Kaïmós 

#### Rast
Mónos Mou Periplaniéme 

#### Tabahaniótikos
Perasména Xehasména 

#### Hitzás
Nýhtose Horís Feggári 

#### Hitzaskár
Giá Tin Aponiá Sou 

#### Tsingánikos
I Róza I Naziára 

#### Pireotikós
O  Memétis 

#### Houzám
Brós To Rimagméno Spíti 

#### Sengáh
O Sakafliás 

#### Houséïni
Piós Soú'pe Pos Dén S'Agapó? 

#### Nisiotikó Minóre
Thalassáki 

#### Armonikó Minóre
Frankosyrianí 

#### Melodikó Minóre
O Psarás 

#### Kioúrdi
Begléri Ke Mahéri 

#### Kartzigiár
O Dimitrákis O Psarás 

#### Nikríz (Pimenikós)
O Thermastís 

#### Niavént
Áris Velohiótis 

#### Ousák
Més Tis Pentélis Ta Vouná 

#### Néva Ousák (Bayáti)
Poú'soun Mágka To Himóna? 

#### Sabáh
Ísouna Xypóliti 

#### Nevesér
Ai-Voliótikos 
Recorded by Christoph Roesler & Psaltrón